# والری بوغوسیان
والری واغارشاکی بوغوسیان (ارمنی: Վալերի Վաղարշակի Պողոսյան؛ زادهٔ ۲۵ مارس ۱۹۴۴) یک فیزیکدان، سیاستمدار اهل ارمنستان است که از تاریخ ۱۹۹۰ تا تاریخ ۱۹۹۵ سمت نمایندگی دوره اول شورای عالی جمهوری ارمنستان را برعهده داشت.  از تاریخ ۵ دسامبر ۱۹۹۱ تا تاریخ ۱۰ فوریه ۱۹۹۲ سمت فهرست رئیسان سرویس امنیت ملی ارمنستان را برعهده داشت.

## زندگی‌نامه
در  ۲۵ مارس ۱۹۴۴ ‏در ایروان به دنیا آمد و از دانشگاه دولتی ایروان فارغ‌التحصیل شد. 

## یادداشت
1. ↑  ՀՀ Սահմանադրական դատարանի անդամ
2. ↑  ՀՀ Ներքին գործերի նախարար